# フェリックス・プラセンシア
フェリックス・ラモン・プラセンシア・ゴンサレス (スペイン語: Félix Ramón Plasencia)はベネズエラ・ボリバル共和国の外交官、政治家である、2021年8月19日より2022年5月16日までベネズエラの外務大臣を務めた。

## 教育
彼はベネズエラ中央大学を卒業し、そこで国際関係を学んだ。ベルギーのルーヴェン・カトリック大学でヨーロッパ研究の修士号を取得し、英国のオックスフォード大学ニューカレッジで外交研究の博士号の学位を取得した。